# Vladimír Weiss (1989)
Vladimír Weiss (Bratislava, 30 de novembro de 1989) é um futebolista eslovaco que atua como ponta-esquerda. Atualmente, joga no Slovan Bratislava.
Curiosamente, tem o mesmo nome do pai e do avô, ambos também ex-futebolistas da antiga Seleção Tchecoslovaca. O Vladimír Weiss avô esteve na campanha medalha de prata nos Jogos Olímpicos de 1964. O Vladimír Weiss pai esteve na Copa do Mundo FIFA de 1990 e foi o técnico do próprio filho na Seleção Eslovaca presente na Copa do Mundo FIFA de 2010 - precisamente, o último mundial dos eslovacos antes da Separação de Veludo e o primeiro depois dela.

## Carreira

### Clubes
Weiss começou no Inter Bratislava, clube da sua cidade natal, Bratislava. Ainda antes de se tornar profissional, foi contratado pelo Manchester City, da Inglaterra, sendo promovido ao time principal em 2009.
Em 25 de janeiro de 2010, foi emprestado ao Bolton Wanderers até o final da temporada 2009-10. Buscando mais experiência ao jogador, antes mesmo de seu retorno, o City o emprestou mais uma vez, agora para o Rangers, da Escócia. Na temporada 2011–12, mais um empréstimo, desta vez ao Espanyol.
No dia 2 de agosto de 2012, sem chances no forte e vasto elenco do Manchester City, Weiss foi anunciado oficialmente e em definitivo pelo Pescara, da Serie A italiana.

## Seleção Eslovaca
Estreou pela Eslováquia em 12 de agosto de 2009, no empate em 1 a 1 contra a Islândia. Também fez parte do elenco eslovaco na Copa do Mundo de 2010 e, com apenas 20 anos de idade na época, foi considerado um dos principais jogadores da equipe no Mundial. Ele fez parte do elenco da Seleção Eslovaca de Futebol da Eurocopa de 2016 e da Eurocopa de 2020.